# Maron (Meurthe-et-Moselle)
Maron ist eine französische Gemeinde mit 837 Einwohnern (Stand 1. Januar 2022) im Département Meurthe-et-Moselle in der Region Grand Est (bis 2015 Lothringen). Sie gehört zum Gemeindeverband Moselle et Madon.

## Geografie
Maron liegt an der Mosel, die die westliche Gemeindegrenze bildet und am hier von der kanalisiertem Mosel abzweigenden Canal des Vosges, etwa 13 Kilometer südwestlich von Nancy. Nachbargemeinden von Maron sind Bois-de-Haye im Norden, Champigneulles (Berührungspunkt) und Laxou im Nordosten, Chaligny im Südosten, Sexey-aux-Forges im Süden und Westen sowie Gondreville im Nordwesten.

## Geschichte
Die Kirche Saint-Gengoult in Maron, die dem Heiligen Gangolf geweiht ist, wurde 1226 erstmals urkundlich erwähnt, die Ortschaft wurde damals Maioron genannt. Die Kirche gehörte zur Priorei von Pont-Saint-Vincent. Jene Kirche existiert nicht mehr, die heutige Kirche von Maron wurde im 18. Jahrhundert erbaut.

## Bevölkerungsentwicklung
| Jahr      | 1962 | 1968 | 1975 | 1982 | 1990 | 1999 | 2007 | 2019 |
| Einwohner | 670  | 707  | 770  | 717  | 804  | 828  | 830  | 829  |

## Wirtschaft
Haupterwerbszweige der Meulsons, Einwohner von Maron, sind seit dem Ende des 19. Jahrhunderts der Wein- und Obstbau. In der Mitte des 20. Jahrhunderts wurde der Steinbruch de la Grande Goutte betrieben. Er ist heute geschlossen und ein beliebtes Ausflugsziel für Kletterer und Spaziergänger. Ein weiterer Grund für das Wachsen der Gemeinde war die Eisenmine Maron Val de Fer, die von 1872 bis 1968 betrieben wurde, und das nahe Eisenwerk in Neuves-Maisons.

## Persönlichkeiten
Eine Bronzeplakette markiert die Stelle, an der das amerikanisch-französische Fliegerass Gervais Raoul Lufbery (* 14. März 1885 in Chamalières; † 19. Mai 1918 in Maron) im Mai 1918 zu Tode stürzte, nachdem sein Flugzeug in einem Luftkampf im Zuge des Ersten Weltkriegs getroffen worden war.

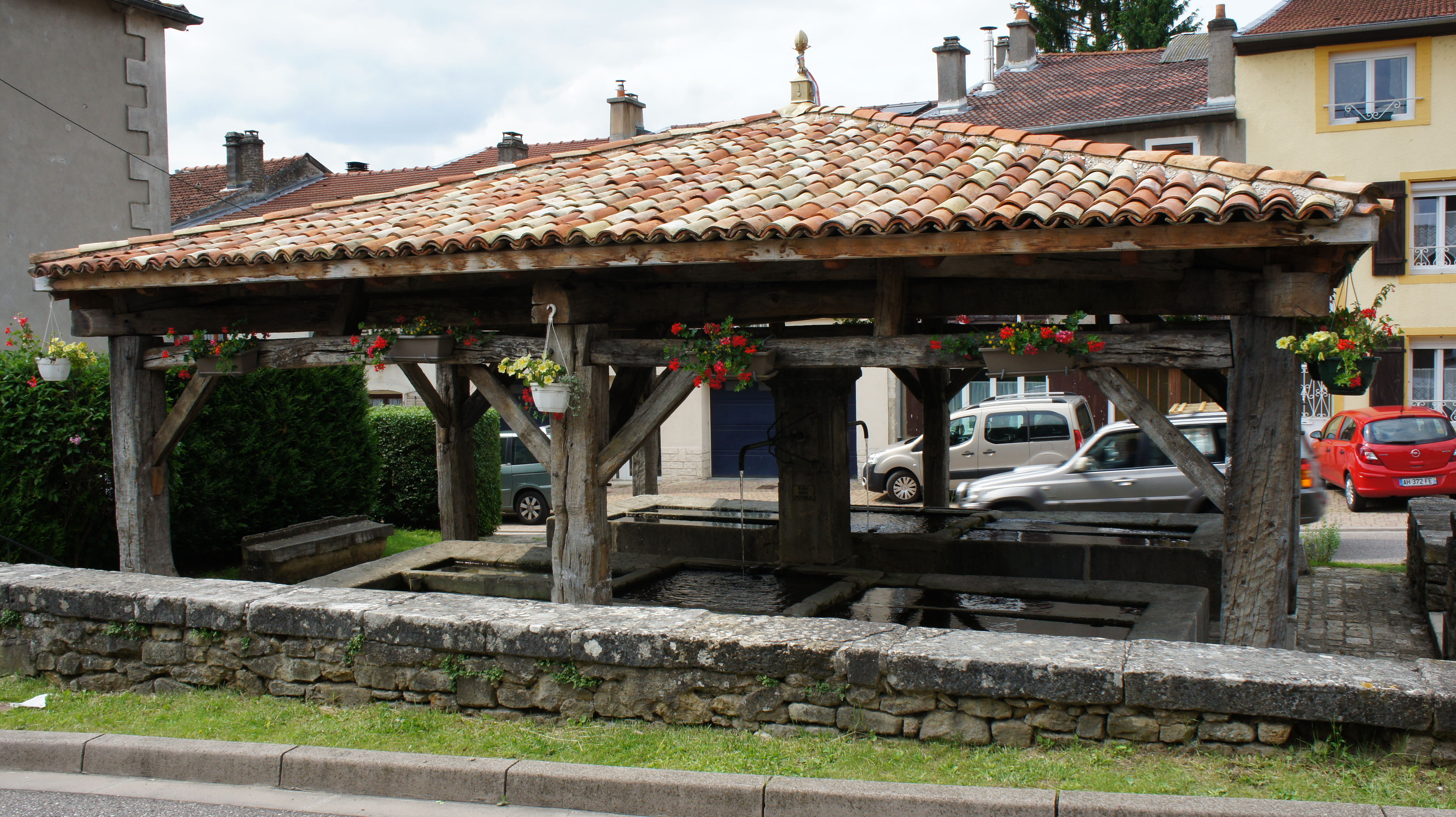
Lavoir (ehemaliges Waschhaus)